# Xavier Ruiz
Xavier Ruiz (* April 1970 in Genf) ist ein Schweizer Filmproduzent, Filmregisseur und Filmeditor.

## Werdegang
Ruiz studierte von 1992 bis 1994 an der ESRA (École Supérieure de Réalisation Audiovisuelle) in Paris. Während der 1990er-Jahre produzierte er zahlreiche Kurzfilme wie Perfect Day oder Le Talon d'Achille. 1997 arbeitete er an der Mini-TV-Serie The Toilette Zone mit. Im Jahre 2004 produzierte er seinen ersten Spielfilm Neutre. Im Folgejahr entstand sein Dokumentarfilm Swiss Made in Hollywood. 2009 arbeitete er als Regisseur, Drehbuchautor und Produzent am Film Verso.

## Filmografie

### Filme & Serien
- 1992 – Les Gros cons (TV-Serie, als Produktionsassistent)
- 1997 – The Toilette Zone (Mini TV-Serie)
- 2000 – Neutre
- 2004 – Geisha
- 2004 – Love Express
- 2004 – Kreuzfahrt ins Glück
- 2005 – Ryna
- 2005 – Swiss Made in Hollywood (TV-Film)
- 2008 – Togo (Dokumentarfilm)
- 2009 – Verso

### Kurzfilme
- 1992 – Dieu que pour toi
- 1993 – Tête de Citrouille
- 1994 – Le Talon d'Achille
- 1996 – Perfect Day
- 1996 – Ticket to Ride
- 1997 – Le Bon Coup
- 1999 – Salade Russe
- 1999 – Carasses et crustatés
- 2002 – Weekend Break
- 2002 – Nosferatu Tango
- 2008 – Tango Lola

### Videoclips
- Sens Unik – C'est la Vie
- Sens Unik – Dans le Creux de sa Main
- Stress – V[1]